# Eefsele
Eefsele is een buurtschap in de gemeente Oost Gelre in de Nederlandse provincie Gelderland. De buurtschap ligt ten zuidwesten van Groenlo. Lange tijd hoorde Eefsele bij de stad Groenlo. Sinds de gemeentelijke herindeling van 1 januari 2005 behoort het tot de gemeente Oost Gelre.
Hoofdplaats: Lichtenvoorde      Stad: Groenlo

Dorpen: Harreveld · Lievelde · Mariënvelde · Vragender · Zieuwent     
Buurtschappen: Eefsele · 't Rolder · De Schutterij · Tuute · Zwolle

Voormalige gemeenten: Groenlo · Lichtenvoorde

Gelderland · Steden en dorpen in Gelderland      Nederland · Provincies van Nederland · Gemeenten